# La Fuite en Égypte (Titien)
Pour les articles homonymes, voir La Fuite en Égypte.
La Fuite en Égypte est une grande huile sur toile attribué au Titien qui est conservée au musée de l'Ermitage de Saint-Pétersbourg. Elle est datable de 1509.

## Historique
Cette œuvre provient du château impérial de Gatchina, à côté de Saint-Pétersbourg, où elle était déjà attribuée au Titien. Cependant un certain nombre de monographies n'en font pas référence, tandis que des spécialistes l'évoquent comme peinte par le Titien; certains l'attribuent ensuite à Paris Bordone, entre autres. Après que le tableau a été restauré, l'hypothèse de son attribution au Titien reprend définitivement vigueur.

## Description
Dans un doux paysage pastoral, qui révèle encore le fort ascendant de Giorgione, cet immense tableau représente la scène de la Fuite en Égypte de Marie et Joseph avec Jésus pour fuir la menace de mort, comme le décrit Matthieu (II, 13-15). Le garçon qui conduit le mulet en avant est saint Jean-Baptiste qui rencontre Jésus selon une tradition des Évangiles apocryphes.
Le sujet est traité avec simplicité, celle que l'on rencontre les jours habituels: ainsi la Vierge est fatiguée, l'Enfant Jésus est sur ses genoux, la tête appuyée contre sa mère à la manière des bébés des paysans de l'époque. Joseph peine derrière le mulet. Le Titien ajoute des animaux sauvages qui courent devant eux, comme pour évoquer le danger. Ils donnent une véritable dimension poétique au tableau, ainsi que les bergers et leur troupeau au fond.

## Source
- (it) Cet article est partiellement ou en totalité issu de l’article de Wikipédia en italien intitulé « Fuga in Egitto (Tiziano) » (voir la liste des auteurs).